# كوستادين أنجيلوف
كوستادين أنجيلوف (بالبلغارية: Костадин Ангелов)‏ هو مدرب كرة قدم ولاعب كرة قدم بلغاري في مركز الدفاع، ولد في 9 يناير 1973 في صوفيا في بلغاريا. لعب مع PFC Vidima-Rakovski Sevlievo ‏.